# Tir amb arc als Jocs Olímpics d'Estiu de 2024 - Prova per equips masculina
La prova per equips masculina de Tir amb arc als Jocs Olímpics de París 2024 va ser la 10a edició de l'esdeveniment en unes Olimpíades. La prova es va disputar entre el 25 i el 29 de juliol de 2024 a l'esplanada del Palau Nacional dels Invàlids de París.
L'equip de Corea del Sud va obtenir la medalla d'or guanyant la final a França per 5 punts a 1. Fou la primera medalla per l'equip francès en tota la història de la prova olímpica. La medalla de bronze fou per l'equip de Turquia, qui es va imposar a la selecció de la Xina, per 6 punts a 2. Aquesta medalla va significar la primera medalla de la prova per l'equip turc.
L'equip de Corea del Sud és, amb molta diferència, la selecció més guardonada amb 7 medalles d'or, 1 medalla de plata i 1 medalla de bronze, en les 10 edicions que la prova per equips masculina ha estat present als Jocs Olímpics.

## Format
Cada equip constava de 3 arquers. Els 36 participants classificats van començar amb la mateixa ronda pel rànquing individual. Tots els arquers havien de disparar 72 fletxes, amb un objectiu a 70 metres de distància, en 12 tandes de 6 fletxes cadascuna, amb un màxim de temps de 2 minuts. La màxima puntuació global era de 720 punts.
Cada equip sumava els punts dels seus 3 arquers i així es decidia el rànquing de la fase eliminatòria. Els 4 millors equips no van haver de disputar la primera ronda eliminatòria. Els 8 pitjors equips van jugar entre ells en l'ordre del rànquing (el 1r contra el 8è i així successivament) i els guanyadors passaven als quarts de final, on s'enfrontaven contra un equip dels ja classificats i així continuava la ronda eliminatòria. Els dos equips que van guanyar les semifinals van disputar la final per decidir la medalla d'or i de plata i els perdedors es van enfrontar per aconseguir la medalla de bronze.
Les partides en la ronda eliminatòria es disputaven a 4 sets. En cada set, els equips havien de disparar 6 fletxes cadascun (2 cada atleta) i qui tenia la major puntuació en cada set, obtenia 2 punts, mentre que l'altre equip n'obtenia 0 punts. En cas d'empat, tots dos equips aconseguien 1 punt. El primer equip que arribava als 5 punts, guanyava la partida. Si al final dels 4 sets hi havia un empat, cada component de l'equip llançava 1 fletxa, per decidir qui obtenia la victòria.

## Classificació
França, com a país amfitrió va obtenir 1 plaça (3 arquers) a la prova. La resta de països van obtenir places en el Campionat del Món de 2023, en els jocs continentals, en els tornejos de qualificació continental, en el torneig final de qualificació i mitjançant el rànquing mundial. S'ha de tenir en compte que com a màxim hi podia haver 1 equip per país format per 3 arquers.
| Esdeveniment                   | Seu      | Data                     | País          | Atletes classificats    |
| ------------------------------ | -------- | ------------------------ | ------------- | ----------------------- |
| País amfitrió                  | -        | -                        | França        | Baptiste Addis          |
| País amfitrió                  | -        | -                        | França        | Thomas Chirault         |
| País amfitrió                  | -        | -                        | França        | Jean-Charles Valladont  |
| Campionat del Món              | Berlín   | 28 juliol - 6 agost 2023 | Corea del Sud | Kim Je-deok             |
| Campionat del Món              | Berlín   | 28 juliol - 6 agost 2023 | Corea del Sud | Kim Woo-jin             |
| Campionat del Món              | Berlín   | 28 juliol - 6 agost 2023 | Corea del Sud | Lee Woo-seok            |
| Campionat del Món              | Berlín   | 28 juliol - 6 agost 2023 | Turquia       | Mete Gazoz              |
| Campionat del Món              | Berlín   | 28 juliol - 6 agost 2023 | Turquia       | Ulaş Tümer              |
| Campionat del Món              | Berlín   | 28 juliol - 6 agost 2023 | Turquia       | Muhammed Yıldırmış      |
| Campionat del Món              | Berlín   | 28 juliol - 6 agost 2023 | Japó          | Takaharu Furukawa       |
| Campionat del Món              | Berlín   | 28 juliol - 6 agost 2023 | Japó          | Junya Nakanishi         |
| Campionat del Món              | Berlín   | 28 juliol - 6 agost 2023 | Japó          | Fumiya Saito            |
| Jocs Asiàtics                  | Hangzhou | 2 - 8 octubre 2023       | Kazakhstan    | Ilfat Abdullin          |
| Jocs Asiàtics                  | Hangzhou | 2 - 8 octubre 2023       | Kazakhstan    | Alexandr Yeremenko      |
| Jocs Asiàtics                  | Hangzhou | 2 - 8 octubre 2023       | Kazakhstan    | Dauletkeldi Zhangbyrbay |
| Campionat Panamericà           | Medellín | 8 - 9 abril 2024         | Colòmbia      | Santiago Arcila         |
| Campionat Panamericà           | Medellín | 8 - 9 abril 2024         | Colòmbia      | Jorge Enríquez          |
| Campionat Panamericà           | Medellín | 8 - 9 abril 2024         | Colòmbia      | Andrés Hernández        |
| Campionat Europeu              | Essen    | 3 - 5 maig 2024          | Itàlia        | Federico Musolesi       |
| Campionat Europeu              | Essen    | 3 - 5 maig 2024          | Itàlia        | Mauro Nespoli           |
| Campionat Europeu              | Essen    | 3 - 5 maig 2024          | Itàlia        | Alessandro Paoli        |
| Torneig Final de Classificació | Antalya  | 15 - 16 juny 2024        | Mèxic         | Matías Grande           |
| Torneig Final de Classificació | Antalya  | 15 - 16 juny 2024        | Mèxic         | Bruno Martínez          |
| Torneig Final de Classificació | Antalya  | 15 - 16 juny 2024        | Mèxic         | Carlos Rojas            |
| Torneig Final de Classificació | Antalya  | 15 - 16 juny 2024        | Taipei        | Lin Zih-siang           |
| Torneig Final de Classificació | Antalya  | 15 - 16 juny 2024        | Taipei        | Tai Yu-hsuan            |
| Torneig Final de Classificació | Antalya  | 15 - 16 juny 2024        | Taipei        | Tang Chih-chun          |
| Torneig Final de Classificació | Antalya  | 15 - 16 juny 2024        | Regne Unit    | Conor Hall              |
| Torneig Final de Classificació | Antalya  | 15 - 16 juny 2024        | Regne Unit    | Tom Hall                |
| Torneig Final de Classificació | Antalya  | 15 - 16 juny 2024        | Regne Unit    | Alex Wise               |
| Rànquing olímpic               | -        | -                        | Índia         | Dhiraj Bommadevara      |
| Rànquing olímpic               | -        | -                        | Índia         | Pravin Jadhav           |
| Rànquing olímpic               | -        | -                        | Índia         | Tarundeep Rai           |
| Rànquing olímpic               | -        | -                        | Xina          | Kao Wenchao             |
| Rànquing olímpic               | -        | -                        | Xina          | Li Zhongyuan            |
| Rànquing olímpic               | -        | -                        | Xina          | Wang Yan                |

## Rècords
Abans de la competició el rècord del món i el rècord olímpic eren els següents:

#### · 216 fletxes de la ronda preliminar
| Rècord del Món | Im Dong-hyun Kim Bub-min Oh Jin-hyek | 2.087 punts | Londres | 27 de juliol de 2012 |
| Rècord olímpic | Im Dong-hyun Kim Bub-min Oh Jin-hyek | 2.087 punts | Londres | 27 de juliol de 2012 |
| -------------- | ------------------------------------ | ----------- | ------- | -------------------- |

## Ronda Preliminar
| Posició | Equip         | 10s | Xs | Puntuació Total |
| ------- | ------------- | --- | -- | --------------- |
| 1       | Corea del Sud | 120 | 49 | 2049            |
| 2       | França        | 102 | 35 | 2025            |
| 3       | Índia         | 95  | 31 | 2013            |
| 4       | Xina          | 92  | 32 | 1998            |
| 5       | Taipei        | 95  | 34 | 1992            |
| 6       | Turquia       | 94  | 33 | 1992            |
| 7       | Itàlia        | 93  | 37 | 1990            |
| 8       | Japó          | 83  | 28 | 1972            |
| 9       | Mèxic         | 74  | 19 | 1972            |
| 10      | Kazakhstan    | 85  | 26 | 1971            |
| 11      | Colòmbia      | 81  | 22 | 1970            |
| 12      | Regne Unit    | 72  | 20 | 1961            |

## Eliminatòries
|  | Vuitens de final | Vuitens de final |                  |   | Quarts de final | Quarts de final |                  |                  | Semifinals | Semifinals |  |  | Final | Final |
|  |                  |                  |                  |   |                 |                 |                  |                  |            |            |  |  |       |       |
|  |                  |                  |                  |   |                 |                 |                  |                  |            |            |  |  |       |       |
|  |                  |                  |                  |   |                 |                 |                  |                  |            |            |  |  |       |       |
|  |                  |                  |                  |   |                 |                 |                  |                  |            |            |  |  |       |       |
|  | 29 juliol 14:38h |                  |                  |   |                 |                 |                  |                  |            |            |  |  |       |       |
|  |                  |                  |                  |   |                 |                 |                  |                  |            |            |  |  |       |       |
|  | Corea del Sud    | 6                |                  |   |                 |                 |                  |                  |            |            |  |  |       |       |
|  | Corea del Sud    | 6                | 29 juliol 9:30h  |   |                 |                 |                  |                  |            |            |  |  |       |       |
|  |                  | Japó             | 0                |   |                 |                 |                  |                  |            |            |  |  |       |       |
|  | Mèxic            | Japó             | 0                | 1 |                 |                 |                  |                  |            |            |  |  |       |       |
|  | Mèxic            |                  | 29 juliol 15:47h | 1 |                 |                 |                  |                  |            |            |  |  |       |       |
|  | Japó             | 5                |                  |   |                 |                 |                  |                  |            |            |  |  |       |       |
|  | Japó             | 5                | Corea del Sud    | 5 |                 |                 |                  |                  |            |            |  |  |       |       |
|  | 29 juliol 9:53h  |                  | Corea del Sud    | 5 |                 |                 |                  |                  |            |            |  |  |       |       |
|  |                  | Xina             | 1                |   |                 |                 |                  |                  |            |            |  |  |       |       |
|  | Taipei           | Xina             | 1                | 6 |                 |                 |                  |                  |            |            |  |  |       |       |
|  | Taipei           | 29 juliol 14:15h |                  | 6 |                 |                 |                  |                  |            |            |  |  |       |       |
|  | Regne Unit       | 0                |                  |   |                 |                 |                  |                  |            |            |  |  |       |       |
|  | Regne Unit       | 0                | Taipei           | 1 |                 |                 |                  |                  |            |            |  |  |       |       |
|  |                  |                  | Taipei           | 1 |                 |                 |                  |                  |            |            |  |  |       |       |
|  |                  | Xina             | 5                |   |                 |                 |                  |                  |            |            |  |  |       |       |
|  |                  | Xina             | 5                |   |                 |                 |                  |                  |            |            |  |  |       |       |
|  |                  |                  | 29 juliol 17:11h |   |                 |                 |                  |                  |            |            |  |  |       |       |
|  |                  |                  |                  |   |                 |                 |                  |                  |            |            |  |  |       |       |
|  | Corea del Sud    | 5                |                  |   |                 |                 |                  |                  |            |            |  |  |       |       |
|  | Corea del Sud    | 5                |                  |   |                 |                 |                  |                  |            |            |  |  |       |       |
|  |                  | França           | 1                |   |                 |                 |                  |                  |            |            |  |  |       |       |
|  |                  | França           | 1                |   |                 |                 |                  |                  |            |            |  |  |       |       |
|  | 29 juliol 15:01h |                  |                  |   |                 |                 |                  |                  |            |            |  |  |       |       |
|  |                  |                  |                  |   |                 |                 |                  |                  |            |            |  |  |       |       |
|  | Índia            | 2                |                  |   |                 |                 |                  |                  |            |            |  |  |       |       |
|  | Índia            | 2                | 29 juliol 10:39h |   |                 |                 |                  |                  |            |            |  |  |       |       |
|  |                  | Turquia          | 6                |   |                 |                 |                  |                  |            |            |  |  |       |       |
|  | Colòmbia         | Turquia          | 6                | 4 |                 |                 |                  |                  |            |            |  |  |       |       |
|  | Colòmbia         |                  | 29 juliol 16:10h | 4 |                 |                 |                  |                  |            |            |  |  |       |       |
|  | Turquia          | 5                |                  |   |                 |                 |                  |                  |            |            |  |  |       |       |
|  | Turquia          | 5                | Turquia          | 4 |                 |                 |                  |                  |            |            |  |  |       |       |
|  | 29 juliol 10:16h |                  | Turquia          | 4 |                 |                 |                  |                  |            |            |  |  |       |       |
|  |                  | França           | 5                |   | Tercer lloc     | Tercer lloc     |                  |                  |            |            |  |  |       |       |
|  | Itàlia           | França           | 5                | 5 | Tercer lloc     | Tercer lloc     |                  |                  |            |            |  |  |       |       |
|  | Itàlia           | 29 juliol 15:24h | 29 juliol 15:24h | 5 |                 |                 | 29 juliol 16:48h | 29 juliol 16:48h |            |            |  |  |       |       |
|  | Kazakhstan       | 29 juliol 15:24h | 29 juliol 15:24h | 4 |                 |                 | 29 juliol 16:48h | 29 juliol 16:48h |            |            |  |  |       |       |
|  | Kazakhstan       | Itàlia           | 2                | 4 | Xina            | 2               |                  |                  |            |            |  |  |       |       |
|  |                  |                  | 2                |   | Xina            | 2               |                  |                  |            |            |  |  |       |       |
|  |                  | França           | 6                |   | Turquia         | 6               |                  |                  |            |            |  |  |       |       |
|  |                  | França           | 6                |   | Turquia         | 6               |                  |                  |            |            |  |  |       |       |
|  |                  |                  |                  |   |                 |                 |                  |                  |            |            |  |  |       |       |
|  |                  |                  |                  |   |                 |                 |                  |                  |            |            |  |  |       |       |
|  |                  |                  |                  |   |                 |                 |                  |                  |            |            |  |  |       |       |

## Medaller històric
| Posició | País          | Or | Argent | Bronze | Total |
| ------- | ------------- | -- | ------ | ------ | ----- |
| 1       | Corea del Sud | 7  | 1      | 1      | 9     |
| 2       | Estats Units  | 1  | 3      | 1      | 5     |
| 3       | Itàlia        | 1  | 2      | 1      | 4     |
| 4       | Espanya       | 1  | 0      | 0      | 1     |
| 5       | Taipei        | 0  | 2      | 0      | 2     |
| 6       | Finlàndia     | 0  | 1      | 0      | 1     |
| 6       | França        | 0  | 1      | 0      | 1     |
| 8       | Regne Unit    | 0  | 0      | 2      | 2     |
| 9       | Japó          | 0  | 0      | 1      | 1     |
| 9       | Austràlia     | 0  | 0      | 1      | 1     |
| 9       | Xina          | 0  | 0      | 1      | 1     |
| 9       | Ucraïna       | 0  | 0      | 1      | 1     |
| 9       | Turquia       | 0  | 0      | 1      | 1     |